# Эдкинс, Деррик
Де́ррик Ральф Э́дкинс (англ. Derrick Ralph Adkins; род. 2 июля 1970, Бруклин, Нью-Йорк) — американский легкоатлет, специалист по барьерному бегу. Выступал за национальную сборную США по лёгкой атлетике в период 1991—2000 годов, чемпион летних Олимпийских игр в Атланте, чемпион мира, чемпион Игр доброй воли, победитель и призёр первенств национального значения. Также известен как тренер по лёгкой атлетике.

## Биография
Деррик Эдкинс родился 2 июля 1970 года в Бруклине, Нью-Йорк.
Серьёзно заниматься лёгкой атлетикой начал во время учёбы в старшей школе Malverne High School, являлся лучшим в стране бегуном на 400 метров с барьерами среди школьников, имея результат 50,71 секунды.
Поступив в Технологический институт Джорджии, сразу же присоединился к местной легкоатлетической команде «Йеллоу Джекетс», где проходил подготовку под руководством тренеров Бадди Фоулкса и Гловера Хинсдейла.
Впервые заявил о себе в лёгкой атлетике на международном уровне в сезоне 1989 года, когда на юниорском панамериканском первенстве в Санта-Фе выиграл золотые медали в беге на 400 метров и в эстафете 4 × 400 метров.
В 1991 году в барьерном беге стал третьим в зачёте американского национального первенства, одержал победу на летней Универсиаде в Шеффилде. Попав в основной состав американской национальной сборной, выступил на чемпионате мира в Токио, где занял шестое место в беге на 400 метров с барьерами.
В 1993 году был лучшим на домашней Универсиаде в Буффало, стал седьмым на мировом первенстве в Штутгарте.
В 1994 году впервые выиграл чемпионат США по лёгкой атлетике, отметился победой на Играх доброй воли в Санкт-Петербурге, стал серебряным призёром Финала Гран-при IAAF — уступил здесь только своему главному конкуренту Самуэлю Матете из Замбии.
На чемпионате мира 1995 года в Гётеборге завоевал золотую медаль, на сей раз опередив Матете.
Благодаря череде удачных выступлений удостоился права защищать честь страны на домашних Олимпийских играх 1996 года в Атланте. На пяти предыдущих стартах Эдкинс лишь один раз сумел обогнать главного фаворита Игр Самуэля Матете, но здесь ему всё же удалось обойти замбийца на 0,24 секунды и взять золото.
После атлантской Олимпиады Деррик Эдкинс остался в составе легкоатлетической команды США на ещё один олимпийский цикл и продолжил принимать участие в крупнейших международных соревнованиях. Так, в 1997 году он был вторым в зачёте национального первенства и выступил на мировом первенстве в Афинах, где впервые в карьере не смог преодолеть полуфинальную стадию.
В 1998 году стартовал на домашних Играх доброй воли в Нью-Йорке, став в итоговом протоколе восьмым.
Оставался действующим профессиональным спортсменом вплоть до 2004 года, хотя в последнее время уже не показывал сколько-нибудь значимых результатов на международной арене.
Впоследствии проявил себя на тренерском поприще, в период 2004—2006 годов работал помощником главного тренера в легкоатлетической команде Колумбийского университета, затем в 2006—2011 годах тренировал спортсменов в легкоатлетическом центре The Armory Track and Field Center в Нью-Йорке.